# Franz Martin Hilgendorf
Franz Martin Hilgendorf (Neudamm,  5 december 1839 – Berlijn, 5 juli 1904) was een Duits zoöloog en paleontoloog. 

## Leven en werk
Hilgendorf werd geboren in Neudamm in de toenmalige Pruisische provincie Brandenburg (tegenwoordig Dębno in het Poolse Woiwodschap West-Pommeren). Hij studeerde aan de universiteit van Berlijn en later aan die van Tübingen bij Friedrich August Quenstedt. Hij doctoreerde er in mei 1863 met een thesis over fossiele gastropoden in de afzettingen van Steinheim am Albuch, waarbij hij als eerste de theorie van de evolutionaire transformaties van Charles Darwin op fossiele slakken (Planorbidae of schijfhorens) betrok. Darwin vermeldde dit later in de zesde uitgave van zijn On the Origin of Species (1872): "[...] Hilgendorf has described a most curious case of ten graduated forms of Planorbis multiformis in the successive beds of a fresh-water formation in Switzerland." (Darwin vergiste zich in de locatie: Steinheim ligt niet in Zwitserland maar in Duitsland).
Hilgendorf studeerde verder in Berlijn en werkte er, eerst in het scheikundig laboratorium en nadien aan het Museum für Naturkunde. Daarna was hij werkzaam aan de zoo van Hamburg en het gymnasium van Dresden.
Hilgendorf verbleef tussen 1873 en 1876 in Japan en introduceerde er de evolutietheorie van Charles Darwin. Dit was de periode van de Meiji-restauratie waarin Japan toenadering zocht tot het Westen. Hij gaf er colleges en verzamelde en beschreef vele nieuwe soorten uit de Japanse fauna. Na zijn terugkeer naar Berlijn werd hij conservator aan het Museum für Naturkunde, waar hij tot zijn dood bleef werken. In 1893 werd hij benoemd tot hoogleraar.
Hilgendorfs onderzoek omvat de studie van slakken, kreeftachtigen en vissen. Enkele van de vele taxa die hij beschreef zijn:
- de reuzeninktvis Architeuthis martensii;
- Haplochromis longirostris, Haplochromis retrodens, Haplochromis cavifrons, Haplochromis nuchisquamulatus, Haplochromis obliquidens en Oreochromis amphimelas, vissen uit de familie van de cichliden;
- de zilvervis Pterycombus petersii;
- de vissengeslachten Haplochromis,  Leucopsarion, Liobagrus, Petersius, Pterothrissus en Proscyllium;
- Deckenia, een geslacht van krabben genoemd naar Karl Klaus von der Decken.

Diverse diersoorten zijn naar hem vernoemd, waaronder Vargula hilgendorfi (een eenoogkreeftjessoort die hij in Japan had verzameld) en de schorpioenvissensoort Helicolenus hilgendorfii, eveneens uit Japan.